# Karl-Marx-Hof
Il Karl-Marx-Hof è il più famoso Gemeindebau, (termine Tedesco austriaco traducibile con Edificio Municipale) di Vienna e sorge ad Heiligenstadt, un quartiere del XIX distretto (Döbling).

## Storia
Il Karl-Marx-Hof sorge su un'area che fino al XII secolo risultava interamente sommersa dalle acque del Danubio. Soltanto nel XVIII secolo l'area venne interessata da importanti opere di bonifica per volontà di Giuseppe II e vennero insediati dei giardini.
All'inizio degli anni venti la zona venne scelta dal Consiglio municipale di Vienna (a quei tempi retto autonomamente dal Partito Socialdemocratico d'Austria), per ospitare l'edificazione di un grande edificio di edilizia popolare. Il Karl-Marx-Hof venne costruita all'interno del cosiddetto periodo della Vienna rossa, fra il 1926 ed il 1930, su progetto dell'urbanista Karl Ehn, allievo di Otto Wagner.

### L'Austrofascismo e l'Anschluss
Il Karl-Marx-Hof divenne celebre durante i Februaraufstand (i tumulti di febbraio) della guerra civile austriaca nel 1934. I rivoltosi si barricarono nell'edificio e furono costretti ad arrendersi solo dopo che l'Esercito Austriaco, la polizia, ed i paramilitari Austrofascisti iniziarono a bombardare l'edificio con artiglieria pesante senza curarsi dei residenti inermi (generalmente famiglie di lavoratori). Durante l'Anschluss, il Karl-Marx-Hof venne ribattezzata Heiligenstädter Hof, per poi tornare al nome originale nel 1945. I danni causati alla struttura dell'edificio dai bombardamenti furono riparati negli anni cinquanta. L'edificio venne inoltre successivamente ristrutturato completamente tra il 1989 ed il 1992.

## Caratteristiche
Il complesso abitativo è caratterizzato dalla lunga facciata dai colori ocra e terracotta e dai suoi quattro archi. Dal lato affacciato verso la 12 Februar Platz sulla chiave di volta di ciascun arco si trova una grande figura scolpita, opera di Joseph Riedl. Ospita 1382 appartamenti (con una superficie di 30–60 m² ciascuno). Solo il 18,5% dell'area di 156000 m² venne edificato, mentre il resto si sviluppò in parchi gioco e giardini. Progettato per una popolazione di circa 5 000 persone, il complesso include diverse amenities, tra le quali lavanderie automatiche, asilo, casa del giovane, studi medici e dentistici, una biblioteca, un ufficio postale e uffici commerciali.
Con una lunghezza di 1100 m che copre 4 fermate di tram, il Karl-Marx-Hof è riconosciuta come il più lungo singolo edificio residenziale al mondo.